# 美作市立大原病院
美作市立大原病院（みまさかしりつおおはらびょういん）は岡山県美作市にある医療機関である。

## 診療科
出典
- 内科
- 外科
- 整形外科
- リハビリテーション科
- 眼科
- 放射線科
- 小児科

## 医療機関指定
出典
| 救急告示病院                  | 健康保険法指定医療機関 |
| 国民健康保険療養取扱機関      | 労災保険指定医療機関   |
| 理学療法（Ⅱ）施設基準承認機関 | 原爆被爆者指定医療機関 |
| 生活保護法指定医療機関        | 居宅介護支援事業所指定 |
| へき地医療拠点病院            | 大腸精密検診施設       |
| 胃精密検診施設                | 輪番制2次救急指定病院  |

## 交通アクセス
出典
- 智頭線　大原駅　徒歩10分